# Primitivo di Manduria liquoroso secco
Il Primitivo di Manduria liquoroso secco è un vino DOC la cui produzione è consentita nelle province di Brindisi e Taranto.

## Caratteristiche organolettiche
- colore: rosso tendente al violaceo ed all'arancione con l'invecchiamento.
- odore: aroma leggero, caratteristico.
- sapore: gradevole, pieno, armonico, tendente al vellutato con l'invecchiamento.

## Storia
La menzione di Primitivo di Manduria Dolce DOC risale ad un vecchio disciplinare. Attualmente l'appellativo DOC abbinato al Primitivo di Manduria non prevede più la menzione Dolce e Liquoroso. L'unico Primitivo Dolce è quello Naturale DOCG. 

## Produzione
Provincia, stagione, volume in ettolitri
- nessun dato disponibile

## Altre varietà di Primitivo di Manduria
- Primitivo di Manduria
- Primitivo di Manduria dolce naturale
- Primitivo di Manduria liquoroso dolce naturale